# ГЕС Кастру-Алвіс
ГЕС Кастру-Алвіс — гідроелектростанція на південному сході Бразилії у штаті Ріу-Гранді-ду-Сул. Знаходячись перед ГЕС Monte Claro, становить верхній ступінь у каскаді на річці Das Antas, яка є лівим витоком Taquari, що в свою чергу є лівою притокою річки Жакуй (впадає в лиман Гуаїба сполученого з Атлантичним океаном озера-лагуни Патус біля столиці провінції міста Порту-Алегрі).
У межах проекту Das Antas перекрили греблею з ущільненого котком бетону висотою 48 метрів та довжиною 341 метр. Вона утримує водосховище з площею поверхні 5 км2 та об'ємом 92 млн м3 (корисний об'єм 4,6 млн м3), коливання рівня поверхні якого в операційному режимі доволі незначне та відбувається між позначками 239 і 240 метрів НРМ (зате максимальний рівень на випадок повені сягає 246,4 метра НРМ).
Від сховища ресурс подається до машинного залу через прокладений у правобережному гірському масиві дериваційний тунель перетином 11,5х8 метрів та довжиною 7,1 км, при цьому відстань між греблею та залом по руслу річки перевищує 21 км. Тунель переходить у три напірні водоводи довжиною по 0,2 км зі спадаючим діаметром від 4,8 до 3,3 метра.
Основне обладнання станції розміщене у підземному приміщенні розмірами 88х20 метрів при висоті 40 метрів. Тут встановлено три турбіни типу Френсіс потужністю по 44,6 МВт, які при напорі від 79,5 до 90,3 метра забезпечують виробництво понад 0,5 млрд кВт-год електроенергії на рік.
Видача продукції відбувається по ЛЕП, розрахованій на роботу під напругою 230 кВ.